# تالاب حله

موقعیت تالاب حله در استان بوشهر

تالاب حله تالابی در استان بوشهر است. این تالاب در حدود ۲۰۰۰۰ هکتار وسعت دارد و در حدود ۱۰ کیلومتری خلیج فارس قرار دارد. رود حله در نزدیکی خلیج فارس به دو شاخه تقسیم می‌شود؛ شاخه اصلی آن مستقیماً به دریا می‌ریزد و شاخه جنوبی آن به این تالاب می‌ریزد و پس از آن سرریز آب آن وارد دریا می‌شود.
تالاب حله در سال ۱۳۴۳ بر اثر طغیان رودخانه و نفوذ مسیر قبلی به درون زمین‌های اطراف تشکیل شده‌است. این تالاب بخشی از منطقه حفاظت‌شده حله است. گاهی جزر و مد خلیج فارس نیز به تالاب می‌رسد.

## پوشش گیاهی و جانوران
پوشش گیاهی تالاب حله بیشتر به صورت نی، گز، گردو، نخل مردابی، کهور و پیازین است. از پرندگانی که در این تالاب می‌توان دید می‌توان به پلیکان، دراج، حواصیل، اگرت، قمری، فلامینگو، درنا، غاز خاکستری، اردک نوک پهن، اردک کله تیر، چنگر، هوبره و عقاب اشاره کرد. گراز، گرگ، روباه، گربه وحشی، خرگوش و شغال نیز از دیگر ساکنین حوالی تالاب هستند.